# Dmitrij Chwostow (poeta)
Dmitrij Iwanowicz Chwostow (ros. Дмитрий Иванович Хвостов; ur. w 1757, zm. w 1835) – rosyjski poeta, hrabia, oberprokurator Świątobliwego Synodu Rządzącego (1799–1802).
Dmitrij Chwostow był poetą bardzo płodnym, wydał na swój koszt siedem tomów wierszy i dramatów. Jednak jego twórczość współcześni mu Rosjanie przeważnie odbierali jako grafomańską, tym bardziej że w dobie romantyzmu pisał on utwory w stylu niemodnego wówczas klasycyzmu. Dlatego zarówno wiersze Chwostowa, jak i jego intensywne działania na rzecz upowszechnienia swojej poezji (masowe wysyłanie swoich dzieł do osób z wyższych sfer, ale także do wszelkich instytucji), stały się tematem wielu anegdot i żartobliwych epigramatów. Ironiczną wzmiankę o wierszach Chwostowa zamieścił także Aleksandr Puszkin w Jeźdźcu miedzianym. 